# Alejandro Lago
Eduardo Alejandro Lago Correa (Montevidéu, 28 de junho de 1979) é um futebolista uruguaio que atua como zagueiro. Atualmente, joga pelo Rosenborg.

## Títulos
Peñarol
- Campeonato Uruguaio: 2003

Rosenborg
- Campeonato Norueguês: 2009 e 2010
- Supercopa da Noruega: 2010